# Josef Ludes
Josef Ludes (* 21. März 1912 in Dörbach; † 13. März 1985 in Saarburg) war ein deutscher Verwaltungsbeamter und Politiker (SPD).

## Leben
Nach dem Volksschulabschluss besuchte Ludes zunächst die Höhere Stadtschule in Wittlich. Von dort aus wechselte er an das Kaiser-Wilhelm-Gymnasium in Trier, an dem er das Abitur ablegte. 1935 trat er in die preußische Finanzverwaltung ein. Er bestand 1938 die Prüfung als Steuerinspektor und arbeitete im Anschluss als Beamter beim Finanzamt in Saarburg. Von 1940 bis 1945 nahm er als Soldat am Zweiten Weltkrieg teil.
Nach dem Kriegsende nahm Ludes seine Tätigkeit in der Saarburger Finanzverwaltung wieder auf. 1955 wurde er zum Steueroberinspektor und 1967 zum Steueramtmann befördert. Sein Eintritt in den Ruhestand erfolgte als Regierungsamtsrat.
Ludes trat 1947 in die SPD ein. Er war von 1948 bis 1962 Vorsitzender des SPD-Ortsvereins Saarburg und wurde später zum Vorsitzenden des SPD-Kreisverbandes Saarburg gewählt. Ab 1948 war er Mitglied im Stadtrat von Saarburg und im Kreistag des Kreises Saarburg, ab 1964 auch Mitglied des Kreisausschusses. In beiden Kommunalparlamenten war er Vorsitzender der sozialdemokratischen Fraktion. Nach der kommunalen Neugliederung war er von 1970 bis 1984 Mitglied des Gemeinderates der Verbandsgemeinde Saarburg.
Bei der Landtagswahl 1959 wurde Ludes als Abgeordneter in den Rheinland-Pfälzischen Landtag gewählt, dem er ohne Unterbrechung bis 1971 angehörte. Im Landtag war er von 1963 bis 1967 Vorsitzender des Grenzlandausschusses. Sein politischer Schwerpunkt lag in der Steuer- und Weinbaupolitik. Bei den Wahlen zum Bundestag trat er 1957 und 1961 als Kandidat an, errang jedoch kein Mandat.
Josef Ludes war verheiratet und hatte drei Kinder.

## Ehrungen
- 1971: Verdienstkreuz 1. Klasse des Verdienstordens der Bundesrepublik Deutschland
- 1971: Freiherr-vom-Stein-Plakette des Landes Rheinland-Pfalz